# Ocet drzewny
Ocet drzewny (łac. acetum pyro-lignosum) – produkt destylacji rozkładowej (suchej destylacji) drewna drzew liściastych (otrzymywany z żywicy buka, wiśni i dębu). Jest najlotniejszym produktem towarzyszącym powstałej smole drzewnej. Zawiera głównie metanol i kwas octowy, dlatego dawniej był źródłem tych substancji dla przemysłu, a nawet dla farmacji.